# Live Damage
Live Damage är ett videoalbum av Göteborgsbandet Dark Tranquillity. Större delen av DVD:n är inspelad vid en konsert i Kraków, Polen. Också inspelningar från Essen, Aten och Paris samt två musikvideor ingår.

## Låtlista
1. "Intro"
2. "The Wonders at Your Feet"
3. "The Treason Wall"
4. "Hedon"
5. "White Noise/Black Silence"
6. "Haven"
7. "Punish My Heaven"
8. "Monochromatic Stains"
9. "Undo Control"
10. "Indifferent Suns"
11. "Format C: For Cortex"
12. "Insanity's Crescendo"
13. "Hours Passed in Exile"
14. "The Sun Fired Blanks"
15. "Damage Done"
16. "Lethe"
17. "Not Built to Last"
18. "Thereln"
19. "Zodijackyl Light"
20. "Final Resistance"
21. "Outro"